# Parafiniukita
La parafiniukita és un mineral de la classe dels fosfats que pertany al grup de l'apatita. Rep el nom de Jan Parafiniuk (n. 1954), professor de mineralogia a l'Institut de Geoquímica, Mineralogia i Petrologia de la Universitat de Varsòvia, Polònia.

## Característiques
La parafiniukita és un fosfat de fórmula química Ca₂Mn₃(PO₄)₃Cl. Va ser aprovada com a espècie vàlida per l'Associació Mineralògica Internacional l'any 2018. Cristal·litza en el sistema hexagonal. La seva duresa a l'escala de Mohs es troba entre 4 i 5.
Segons la classificació de Nickel-Strunz pertany a «08.BN - Fosfats, etc. amb anions addicionals, sense H₂O, només amb cations de mida gran, (OH, etc.):RO₄ = 0,33:1» juntament amb els següents minerals: aradita, magganasita, fluorpiromorfita, fluorsigaiïta, fluoralforsita, alforsita, belovita-(Ce), clorapatita, mimetita-M, johnbaumita-M, fluorapatita, hedifana, hidroxilapatita, johnbaumita, mimetita, morelandita, piromorfita, fluorstrofita, svabita, turneaureïta, vanadinita, belovita-(La), deloneïta, fluorcafita, kuannersuïta-(Ce), hidroxilapatita-M, fosfohedifana, hidroxilpiromorfita, estronadelfita, fluorfosfohedifana, carlgieseckeïta-(Nd), vanackerita, miyahisaïta, pieczkaïta, hidroxilhedifana, pliniusita, arctita, krügerita i goryainovita.
Les mostres que van servir per a determinar l'espècie, el que es coneix com a material tipus, es troben conservats a les col·leccions del museu mineralògic de la Universitat de Varsòvia, amb el número de catàleg: mmwr iv8024, i al Museu d'Història Natural de la Universitat de Pisa (Itàlia), amb el número de catàleg: 19902.

## Formació i jaciments
Va ser descoberta a la mina Mt. Szklana, a Gmina Ząbkowice Śląskie, dins el comtat de Ząbkowice Śląskie (Voivodat de Baixa Silèsia, Polònia), on es troba en forma de grans anèdrics de fins a 250 µm de mida, associada a beusita i a minerals del grup de l'esmectita. Aquesta mina és l'únic indret de tot el planeta on ha estat descrita aquesta espècie mineral.